# Timo Fransen
Timo Fransen (Westervoort, 3 juni 1987) is een Nederlands wielrenner die uitkomt als piloot op de tandem voor de visueel beperkte Vincent ter Schure.
Fransen, die uitkomt in de B-klasse voor slechtzienden, is zowel op de weg als op de baan actief op de tandem. Met Ter Schure won hij op de Paralympische Zomerspelen 2016 goud in de wegrit en zilver op zowel de 4km achtervolging op de baan als de wegtijdrit.
In 2019 wonnen Fransen en Ter Schure in Emmen het Wereldkampioenschap tijdrijden.
In januari 2020 won hij samen met Imke Brommer, Larissa Klaassen en Vincent ter Schure de teamsprint op de Wereldkampioenschappen baanwielrennen en behaalde hij een derde plaats op de achtervolging.
In 2020 verbeterden Fransen en Ter Schure het werelduurrecord op de tandem. Ze reden een afstand van 53.875 meter.

### Paralympische Spelen
| Evenement           | Resultaat | Onderdeel                                 |
| ------------------- | --------- | ----------------------------------------- |
| Rio de Janeiro 2016 | Zilver    | Baan 4000 meter individuele achtervolging |
| Rio de Janeiro 2016 | zilver    | Weg tijdrit                               |
| Rio de Janeiro 2016 | goud      | Weg wegrit                                |

### Wereldkampioenschappen
| Evenement             | Resultaat | Onderdeel          |
| --------------------- | --------- | ------------------ |
| Greenville 2014       | zilver    | Weg tijdrit        |
| Nottwil 2015          | zilver    | Weg wegrit         |
| Pietermaritzburg 2017 | brons     | Weg tijdrit        |
| Maniago 2018          | zilver    | Weg tijdrit        |
| Apeldoorn 2019        | zilver    | Baan achtervolging |
| Emmen 2019            | goud      | Weg tijdrit        |
| Milton 2020           | goud      | Baan teamsprint    |
| Milton 2020           | brons     | Baan achtervolging |